# 阿尔热河畔塞尔
阿尔热河畔塞尔（法語：Serres-sur-Arget）是法国阿列日省的一个市镇，位于该省中部，属于富瓦区。该市镇2009年时的人口为687人。

## 人口
阿尔热河畔塞尔人口变化图示
| 数据来源：INSEE |